# Долгов, Владимир Васильевич (писатель)
Владимир Васильевич Долгов (2 сентября 1941, Чебоксары, ЧАССР, РСФСР — 17 марта 2001, Чебоксары, Чувашия) — чувашский поэт, прозаик, драматург, публицист, журналист, переводчик. Член Союза журналистов СССР (1975),
Союза писателей СССР (1984), Ассоциации русских писателей Чувашской республики (1991).

## Биография
В 1968 году окончил Волжский филиал Московского энергетического института, через 10 лет — Литературный институт им. М. Горького (1978).
Трудовую деятельность начал слесарем, работал токарем, инженером, преподавателем.
В качестве журналиста работал заведующим отделом республиканской газеты «Молодой коммунист», был редактором литературного альманаха «Дружба», в 1974—1980 годах — в Чувашском книжном издательстве.
Позже, полностью посвятил себя литературному творчеству.

## Творчество
Произведения автора публиковались в печати с 1962 года. Известен как прозаик, поэт, драматург.
Перу В. Долгова принадлежат книги поэзии и прозы.

## Избранные произведения
- «На краю детства» (повесть, Чебоксары, 1979),
- «Несгибаемый Полышев» (повести и рассказы, Чебоксары, 1983),
- «Вишенка на припёке» (Ч., 1998),
- «Возвращение к себе»,
- «На железном ветру»,
- «Запах хлеба» и др.

Автор песен: «Святая Родина моя», «Лирическая хороводная», «Новочебоксарский вальс», «Город мой» и др., написанных в соавторстве с композиторами А. Михайловым, Ю. Кудаковым, Ф. Лукиным, Н. Эривановым и др.
В. Долгов — автор острых полемических статей, очерков и эссе об экологии природы и души; рецензий на книги Я. Ухсая, С. Шавлы, Л. Агакова и др. Перевёл на русский язык произведения П. Емельянова, К. Петрова и др.
На несколько его стихов созданы песни (композиторы А. М. Михайлов, Ю. Д. Кудаков, Ф. М. Лукин, А. С. Сергеев и др.).